# James Earl Jones
Pour les articles homonymes, voir James Jones et Jones.
James Earl Jones, né le 17 janvier 1931 à Arkabutla (Mississippi) et mort le 9 septembre 2024 dans le comté de Dutchess (New York), est un acteur américain.
Il est le fils de l'acteur Robert Earl Jones (1910-2006).
Sa carrière s'étale sur plus de soixante années. Il est notamment connu pour ses prestations au théâtre, les plus emblématiques étant ses rôles majeurs dans The Great White Hope (1967) et Fences (1985). Débutant au cinéma dans Docteur Folamour (1964) de Stanley Kubrick, il joue notamment dans L'Insurgé (1970), Claudine (1974), Conan le Barbare (1982), Un prince à New York (1988), Jusqu'au bout du rêve (1989) ou encore dans les adaptations des romans de Tom Clancy, À la poursuite d'Octobre rouge (1990) Jeux de guerre (1992) et Danger immédiat (1994).
Sa voix de basse profonde fait qu'il est fréquemment un narrateur et il est particulièrement connu pour ses performances vocales, dont la plus célèbre est son interprétation du seigneur Sith Dark Vador dans la saga Star Wars, qu'il interprète dans un premier temps dans la trilogie originale (1977-1983), puis de manière occasionnelle dans les films La Revanche des Sith (2005), Rogue One (2016), L'Ascension de Skywalker (2019) ainsi que dans les séries Rebels (2014-2016) et Obi-Wan Kenobi (2022). Il a également prêté sa voix à Mufasa dans Le Roi lion (1994) et il a été la voix off de CNN pendant les années 1980 et 90 prononçant le fameux slogan « This is CNN ».
Nommé dans plusieurs cérémonies, il est notamment le lauréat de deux Primetime Emmy Awards, deux Tony Awards, d'un Grammy Award, d'un Golden Globe Award et d'un Screen Actors Guild Life Achievement Award. Il reçoit aussi en 2012 un Oscar d'honneur pour l'ensemble de sa carrière.

## Biographie

### Enfance
James Earl Jones est né à Arkabutla au Mississippi. Il est le fils de Ruth Connolly (1910-1986), une enseignante et femme de ménage et de Robert Earl Jones (1910-2006), un acteur, boxeur, maître d'hôtel et chauffeur, qui quitte la cellule familiale peu après sa naissance. Il s'est réconcilié avec son père plusieurs années plus tard, dans les années 1980. Il grandit dans la ferme de ses grands-parents maternels, Maggie et John Henry Connolly dans les traditions de ses ancêtres africains, irlandais, Choctaws et Cherokees.
Il emménage dans la ferme de ses grands-parents maternels à Jackson, Michigan, à l'âge de 5 ans, mais son adoption est si traumatisante qu'il développe un bégaiement si sévère qu'il refuse de parler. Lorsqu'il emménage à Brethren quelques années plus tard, un enseignant commence à l'aider à lutter contre son bégaiement. Il reste muet pendant encore 8 ans jusqu'à ce qu'il soit à l'école secondaire. Son enseignant, Donald Crouch, découvre qu'il a un don pour la poésie, ce qui l'aide à sortir de son silence. Le professeur pense que le forcer à parler publiquement l'aiderait à gagner en confiance et l'incite à réciter un poème devant la classe chaque jour. « J'étais bègue. Je ne pouvais parler. Ainsi ma première année à l'école fut ma première année muette, et ces années muettes continuèrent jusqu'à ce que j'aille à l'école secondaire ».

### Éducation
Après avoir été à l'école pour garçons de Browning et avoir eu son diplôme à l'école secondaire de Brethren, il continue ses études à l'université du Michigan où il est major de sa promotion. Il rejoint les Reserve Officers Training Corps, où il excelle. Il se sent bien dans l'armée, et apprécie la franche camaraderie qui règne parmi les cadets au Pershing Rifles (en) Drill Team et à la Scabbard and Blade (en) Society. Au cours de ses études, il découvre qu'il n'était pas fait pour être médecin. Ainsi, il se réinvestit dans le théâtre, avec l'envie de faire quelque chose qu'il apprécie avant de devoir combattre en Corée, où il pense être envoyé sous peu. Après quatre années passées à l'université, il obtient son diplôme en 1955.

### Service militaire
La guerre s'intensifiant en Corée, il pense devoir y partir dès l'obtention de son brevet de sous-lieutenant. En attendant de recevoir les ordres de supérieurs pour aller combattre, il trouve un stage à mi-temps dans l'équipe d'une pièce au Manistee Summer Theater, où il avait déjà joué auparavant. À la fin de l'été 1953, il reçoit son brevet de sous-lieutenant, et doit se rendre au Fort Benning pour rejoindre la Basic Infantry Officers School. Son unité s'établit ensuite à Camp Hale, dans le Colorado. Il obtient le grade de lieutenant avant d'être libéré de l'armée. Il emménage alors à New York et étudie le théâtre à l'American Theatre Wing.

### Carrière

#### Années 1950-2000
Il commence sa carrière d'acteur au théâtre et joue dans de nombreuses pièces. Au cours de sa carrière théâtrale, il reçoit deux Tony Awards, en 1969 pour The Great White Hope, et en 1987 pour Fences. Il obtient son premier rôle au cinéma en 1964 dans Docteur Folamour. Son premier grand rôle est celui du boxeur Jack Jefferson dans L'Insurgé (The Great White Hope, 1970), reprise de son rôle au théâtre, et il est nommé pour celui-ci à l'Oscar du meilleur acteur. Ses rôles les plus connus au cinéma sont ceux de Thulsa Doom dans Conan le Barbare (1982) et de l'amiral Greer dans À la poursuite d'Octobre rouge (1990), Jeux de guerre (1992) et Danger immédiat (1994). Il a aussi joué de nombreux rôles à la télévision et reste le seul acteur à avoir remporté la même année, en 1991, deux Emmy Awards pour ses rôles dans la série télévisée Gabriel Bird et dans le téléfilm Heat Wave.
En 1977, il est choisi par George Lucas pour prêter sa voix à Dark Vador dans La Guerre des étoiles (après que Lucas a pensé un premier temps à Orson Welles), remplaçant ainsi celle de David Prowse dont l'accent West Country trahit le personnage. Jones refuse pourtant d'être crédité au générique, jugeant mineure sa participation au film (il le sera finalement lors de la ressortie du film en Édition spéciale, en 1997). Il est aussi la voix de Mufasa dans Le Roi lion (1994).
En 2005, il prête de nouveau sa voix à Dark Vador pour le film Star Wars, épisode III : La Revanche des Sith, dernier volet de la « prélogie » de Star Wars.
En 2009, il apparaît dans le quatrième épisode de la sixième saison de la série Dr House, intitulé Le Serment d'Hippocrate, dans lequel il joue le dictateur africain Dibala.

#### Continuation au théâtre et reprise de certains rôles (années 2010)

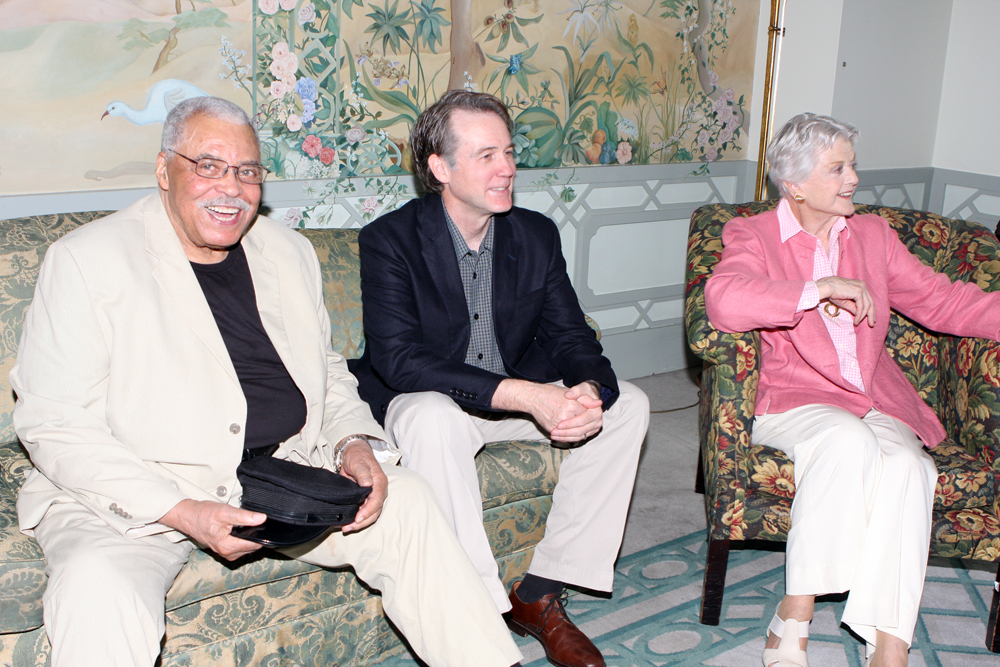
Aux côtés d'Angela Lansbury et Boyd Gaines pour la tournée australienne de la pièce Driving Miss Daisy.

James Earl Jones continue de jouer au théâtre. Ainsi en 2010, il joue dans la première représentation à Broadway la pièce Driving Miss Daisy (en) d'Alfred Uhry dans laquelle il interprète Hoke Coleburn aux côtés de Vanessa Redgrave qui joue Daisy Wertham,. En 2013, il part faire la tournée en Australie, mais cette fois-ci, il joue aux côtés de Angela Lansbury.
En 2012, il joue dans The Best Man (en) de Gore Vidal, en 2014 dans You Can't Take It with You (en) de George S. Kaufman et Moss Hart et en 2015 dans The Gin Game (en) de Donald L. Coburn,,,.
En parallèle, le milieu des années 2010 est marqué par sa reprise de trois de ses rôles pour divers projets. Ainsi, il retrouve le personnage de Dark Vador dans un premier temps dans plusieurs épisodes de la série d'animation Star Wars Rebels entre 2014 et 2016, puis dans Rogue One: A Star Wars Story en 2016 et le temps d'une brève scène dans Star Wars, épisode IX : L'Ascension de Skywalker en 2019,,. Il reprend également le rôle de Mufasa en 2019, soit vingt-cinq ans après le film de 1994, dans le remake en animation 3D réalisé par Jon Favreau. Enfin, il reprend en 2021 le rôle du roi Jaffe Joffer dans Un prince à New York 2.
En 2022, à l'âge de 91 ans, il prête une énième fois sa voix à Dark Vador pour les besoins de la série Obi-Wan Kenobi, qui narre une partie de la vie du Jedi déchu Obi-Wan Kenobi entre les épisodes III et IV. Il annonce en septembre 2022 que cette apparition aura été sa dernière et prend officiellement sa retraite pour le personnage. Il donne cependant son accord pour que sa voix soit réutilisée ultérieurement avec des archives sonores.

### Mort
James Earl Jones meurt à son domicile dans le comté de Dutchess (État de New York) le 9 septembre 2024 à l'âge de 93 ans,. Incinéré apres une cérémonie privée, ses cendres sont remises à la famillie.

### Vie privée
Il se marie en 1982 avec l'actrice Cecilia Hart (en), avec qui il a un enfant, Flynn Earl Jones. Il est marié auparavant avec l'actrice et chanteuse Julienne Marie (en), avec qui il n'a pas d'enfant.

## Filmographie
Sauf indication contraire, les informations mentionnées dans cette section peuvent être confirmées par la base de données cinématographiques IMDb,  présente dans la section « Liens externes ».

### Cinéma

#### Films
- 1964 : Docteur Folamour : Lieutenant Lothar Zogg
- 1967 : Les Comédiens (The Comedians) : Dr Magiot
- 1970 : End of the Road : Dr D.
- 1970 : L'Insurgé : Jack Jefferson
- 1974 : Claudine : Roop
- 1976 : The River Niger : Johnny Williams
- 1976 : Bingo (The Bingo Long Traveling All-Stars & Motor Kings) de John Badham : Leon Carter
- 1976 : Le Pirate des Caraïbes (Swashbuckler) de James Goldstone : Nick Debrett
- 1976 : Deadly Hero : le Lapin
- 1977 : Star Wars, épisode IV : Un nouvel espoir : Dark Vador (voix)
- 1977 : Le Plus Grand (The Greatest) : Malcolm X
- 1977 : L'Exorciste 2 : L'Hérétique : Kokumo
- 1977 : Mon "Beau" légionnaire (The Last Remake of Beau Geste) : Sheikh
- 1977 : A Piece of the Action : Joshua Burke
- 1980 : Star Wars, épisode V : L'Empire contre-attaque : Dark Vador (voix)
- 1981 : The Bushido Blade : le prisonnier
- 1981 : The Creation : le narrateur (voix)
- 1982 : Conan le Barbare : Thulsa Doom
- 1982 : Blood Tide : Frye
- 1983 : Star Wars, épisode VI : Le Retour du Jedi : Dark Vador (voix)
- 1985 : City Limits (en) d'Aaron Lipstadt : Albert
- 1986 : My Little Girl : Ike Bailey
- 1986 : Soul Man : Professeur Banks
- 1986 : Allan Quatermain et la Cité de l'or perdu : Umslopogaas
- 1987 : Jardins de pierre : Sergent Major Nelson
- 1987 : Matewan : Johnson
- 1988 : Un prince à New York : le roi Jaffe Joffer
- 1988 : Terrorgram : la voix de la rétribution (voix)
- 1989 : Les Trois Fugitifs (Three Fugitives) : Dugan
- 1989 : Jusqu'au bout du rêve : Terence Mann
- 1989 : Best of the Best : Frank Couzo
- 1989 : The Hunting of the Snark : le narrateur (voix)
- 1990 : À la poursuite d'Octobre rouge : l'amiral Greer
- 1990 : L'Ambulance : lieutenant Spencer
- 1990 : Grim Prairie Tales: Hit the Trail... to Terror : Morrison
- 1991 : Scorchers : l'ours
- 1991 : Convicts (en) : Ben Johnson
- 1992 : Jeux de guerre : l'amiral Greer
- 1992 : Les Experts : Bernard Abbott
- 1992 : The Second Coming : le narrateur (voix)
- 1993 : Une Belle revanche (Dreamrider) de Bill Brown et Steve Grass : William Perry
- 1993 : Sommersby : Juge Issacs
- 1993 : Le Gang des champions : M. Mertle
- 1993 : Excessive Force : Jake
- 1993 : Meteor Man : Earnest Moses
- 1994 : Y a-t-il un flic pour sauver Hollywood ? : lui-même
- 1994 : Trou de mémoire : John Dolby
- 1994 : Danger immédiat : l'amiral Greer
- 1995 : Jefferson à Paris : Madison Hemings
- 1995 : Pleure, ô pays bien-aimé : Révérend Stephen Kumalo
- 1995 : Judge Dredd : le narrateur (voix)
- 1996 : Le Cerveau de la famille : Wheeler
- 1996 : La Couleur du destin : Ray Murdock
- 1997 : Flics sans scrupules (Gang Related) de Jim Kouf : Arthur Baylor
- 1998 : Primary Colors : le narrateur de la CNN (voix)
- 1999 : On the Q.T. : Leo
- 1999 : Undercover Angel : le juge
- 1999 : The Annihilation of Fish : Fish
- 2001 : Petite arnaque entre amis : Avery Phillips
- 2005 : Star Wars, épisode III : La Revanche des Sith : Dark Vador (voix)
- 2006 : Scary Movie 4 de David Zucker : le narrateur (voix)
- 2006 : Click : Télécommandez votre vie : le narrateur du passé de Michael (voix)
- 2008 : Le Retour de Roscoe Jenkins (Welcome Home, Roscoe Jenkins) de Malcolm D. Lee : Papa Jenkins
- 2009 : La Première : le narrateur (voix)
- 2013 : Gimme Shelter : Père McCarthy
- 2014 : Deuxième Chance à Brooklyn (The Angriest Man in Brooklyn) : Ruben
- 2016 : Rogue One: A Star Wars Story : Dark Vador (voix)
- 2019 : Le Roi lion (The Lion King) de Jon Favreau : Mufasa (voix)
- 2019 : Star Wars, épisode IX : L'Ascension de Skywalker : Dark Vador (voix)
- 2020 : Un prince à New York 2 (Coming 2 America) de Craig Brewer : le roi Jaffe Joffer

#### Films d'animation
- 1981 : Beauty and the Beast : le narrateur
- 1982 : The Flight of Dragons : Ommadon
- 1984 : Why Mosquitoes Buzz in People's Ears : le narrateur
- 1987 : Pinocchio and the Emperor of the Night : l'empereur de la nuit
- 1992 : Ramayana: The Legend of Prince Rama : le narrateur (doublage)
- 1992 : Freddie as F.R.O.7. (en) : le narrateur
- 1994 : Le Roi lion : Mufasa
- 1995 : Who's in Rabbit's House? : le narrateur
- 1998 : Le Roi lion 2 : L'Honneur de la tribu : Mufasa
- 2005 : Robots : la boîte au magasin
- 2010 : Quantum Quest: A Cassini Space Odyssey (en) : l'amiral
- 2011 : Milo sur Mars : Ja Mi

### Télévision

#### Téléfilms
- 1992 : Lincoln : le narrateur (voix)
- 2009 : The Magic 7 : 5-Toe (voix)
- 2005 : La Force des mots : William

#### Séries télévisées
- 1962-1964 : Les Accusés : Plusieurs personnages
- 1963 : East Side/West Side (1 épisode) : Joe
- 1966 : Le Jeune Docteur Kildare (4 épisodes) : Dr. Lou Rush
- 1966 : Haine et Passion : Dr. Jim Frazier
- 1966 : As the World Turns : Dr. Jerry Turner
- 1967-1968 : Tarzan : Plusieurs personnages
- 1975 : La Nuit des extraterrestres : Barney Hill
- 1977 : Racines (1 épisode) : Alex Haley
- 1977 : Jésus de Nazareth : Balthazar
- 1979 : Paul Robeson : Paul Robeson
- 1980 : Guyana Tragedy: The Story of Jim Jones : Père divin
- 1982 : Freedom to Speak (mini-série) : Frederick Douglass / Martin Luther King Jr.
- 1985 : The Atlanta Child Murders : Major Walker
- 1986 : Faerie Tale Theatre (1 épisode) : Genie
- 1987 : Les Routes du paradis (1 épisode) : Gabe Wilson
- 1987-1991 : Mathnet : Chef Thad Green
- 1988-1989 : La Loi de Los Angeles : Lee Atkins
- 1990 : Heat Have : Junius Johnson
- 1990-1991 : Gabriel Bird : Gabriel Bird
- 1991-1992 : Gabriel Bird : profession enquêteur : Gabriel Bird
- 1993 : New York, police judiciaire (1 épisode) : Horace McCoy
- 1994 : Un drôle de shérif (1 épisode) : Bryant Thomas
- 1994 : Loïs et Clark (1 épisode) : Franklin W. Stern
- 1995 : Under One Roof : Neb Langston
- 1996 : Troisième planète après le Soleil : le narrateur  (2 épisodes, voix)
- 1997 : Stargate SG-1 (1 épisode : Le Marteau de Thor) : Unas (voix)
- 1997 : Dingue de toi (1 épisode) : Lui-même
- 1997 : Les Anges du bonheur (1 épisode) : L'ange des anges
- 1997 : Frasier (1 épisode) : Norman Royster
- 1997 : Casper, l'apprenti fantôme : Kibosh
- 1997 : Homicide : Felix Wilson
- 1997 : La Seconde Guerre de Sécession (The Second Civil War) : Jim Kalla
- 1998 : Merlin : le Roi de la montagne (voix)
- 1999 : Saint Nicolas et le Nouveau Monde : le grand-père
- 2003 : Will et Grace (1 épisode) : lui-même
- 2003-2004 : Everwood (3 épisodes) : Will Cleveland
- 2004 : According to Jim : les toilettes (1 épisode, voix)
- 2008 : Mon oncle Charlie (1 épisode) : lui-même
- 2009 : Dr House (1 épisode : Le Serment d'Hippocrate) : Dibala
- 2009 : Mentalist (The Mentalist) : Le Libraire
- 2014 : The Big Bang Theory (1 épisode : saison 7 épisode 14) : lui-même
- 2022 : Obi-Wan Kenobi : Dark Vador (voix)

#### Séries d'animation
- 1978 : Au temps de la guerre des étoiles : voix de Dark Vador
- 1990-1998 : Les Simpson : Moving Man, Serak the Preparer et le narrateur (Simpson Horror Show), Maggie Simpson (Simpson Horror Show V) et le narrateur (Das Bus)
- 1992 : Garfield et ses amis : Diablo
- 1998 : La Cour de récré : Le Père Noël
- 2014-2016 : Star Wars Rebels : Dark Vador
- 2015 : La Garde du Roi lion : Un nouveau cri : Mufasa

### Jeu vidéo
- 1999 : Command & Conquer : Soleil de Tiberium : Général James Solomon
- 2025 : Fortnite : Dark Vador (voix générée par IA) (rôle post-mortem)

### Film d'attraction
- 2011 : Star Tours: The Adventures Continue : Dark Vador

## Distinctions

### Récompenses
- Tony Awards 1969 : meilleur acteur dans la pièce de théâtre L'Insurgé
- Golden Globes 1971 : révélation masculine de l'année pour L'Insurgé
- Tony Awards 1987 : meilleur acteur dans une pièce pour Fences
- Primetime Emmy Awards 1991 : meilleur acteur dans une série télévisée dramatique pour Gabriel Bird
- Primetime Emmy Awards 1991 : meilleur acteur dans un second rôle dans une minisérie ou un téléfilm pour Heat Have
- National Medal of Arts 1992
- Screen Actors Guild Life Achievement Award 2009
- Oscars 2012 : Oscar d'honneur

### Nominations
- Primetime Emmy Awards 1964 : meilleur acteur dans une minisérie ou un téléfilm pour East Side/West Side
- Oscars 1971 : meilleur acteur pour L'Insurgé
- Golden Globes 1971 : meilleur acteur dans un film dramatique pour L'Insurgé
- Golden Globes 1975 : meilleur acteur dans un film musical ou une comédie pour Claudine
- Independent Spirit Awards1987 : meilleur acteur de second rôle pour Matewan
- Primetime Emmy Awards 1990 : meilleur acteur dans un second rôle dans une minisérie ou un téléfilm pour By Dawn's Early Light (en)
- Golden Globes 1991 : meilleur acteur dans une série télévisée dramatique pour Gabriel Bird
- Golden Globes 1992 : meilleur acteur dans une série télévisée dramatique pour Gabriel Bird
- Primetime Emmy Awards 1994 : meilleur acteur invité dans une série télévisée dramatique pour Un drôle de shérif
- Primetime Emmy Awards 1995 : meilleur acteur dans un second rôle dans une série télévisée dramatique pour Under One Roof
- Screen Actors Guild Awards 1996 : meilleur acteur dans un premier rôle pour Pleure, ô pays bien-aimé
- Primetime Emmy Awards 1997 : meilleur acteur invité dans une série télévisée comique pour Frasier
- Primetime Emmy Awards 2004 : meilleur acteur invité dans une série télévisée dramatique pour Everwood
- Tony Awards 2005 : meilleur acteur dans une pièce pour La Maison du lac

### Honneurs
- 2017 : Doctorat honoris causa de l'Université Harvard[21]

## Voix francophones
En version française, Georges Aminel,,, est la première voix régulière de James Earl Jones, lui prêtant sa voix dans L'Insurgé, La Nuit des extraterrestres, L'Empire contre-attaque, Conan le Barbare et Le Retour du Jedi et La Revanche des Sith.
Par la suite, il est doublé sporadiquement par Benoît Allemane,. Ainsi, il double l'acteur dans Jardins de pierre, Jusqu'au bout du rêve, À la poursuite d'Octobre rouge, Meteor Man, Jefferson à Paris, Merlin, Saint Nicolas et le Nouveau Monde (en), Fantasia 2000 ou encore Gimme Shelter.
En parallèle, Saïd Amadis le double occasionnellement dans le second doublage de L'Exorciste 2, succédant ainsi à Serge Sauvion, ainsi que dans Mon oncle Charlie, The Big Bang Theory, La Force des mots et Un prince à New York 2. Il a également été doublé à quatre reprises par Henry Djanik (Jeux de guerre, Les Experts, Danger immédiat, Will et Grace) et à trois occasions chacun par Jean Violette (Les Comédiens, Sommersby, Best of the Best), Robert Liensol (The Greatest, Jésus de Nazareth, Allan Quatermain et la Cité de l'or perdu) et Sady Rebbot (Soul Man, L'Ambulance, Loïs et Clark).
À titre exceptionnel, il a été doublé par Edmond Bernard dans Docteur Folamour, Bachir Touré dans Le Pirate des Caraïbes, Marc de Georgi dans Racines : La Nouvelle Génération, Pierre Garin dans La Guerre des casinos, Jean Claudio dans Un prince à New York, Mario Santini dans Les Trois Fugitifs, Thierry Desroses dans Y a-t-il un flic pour sauver Hollywood ?, Jacques Dacqmine dans Judge Dredd, Med Hondo dans The Second Civil War, Bruno Dubernat dans Petite arnaque entre amis, William Sabatier dans Everwood, Jean-Jacques Moreau dans Scary Movie 4, Marc Cassot dans Le Retour de Roscoe Jenkins et Daniel Kamwa dans Dr House. À noter que Philippe Catoire lui a prêté sa voix dans les œuvres Star Wars des années 2010 jusqu'à la série Obi-Wan Kenobi.

## Anecdote
Lors de l'enregistrement de la voix de Dark Vador dans L'Empire contre-attaque, Jones était, avec Mark Hamill et George Lucas bien sûr, l'un des seuls, avant la diffusion dans les salles, à savoir la véritable identité de Dark Vador, c'est-à-dire le père de Luke. Lors de l'enregistrement, Lucas fit enregistrer plusieurs phrases à Jones pour que même les ingénieurs du son ne sachent pas la vérité, et pendant le tournage David Prowse (l'acteur sous le casque de Dark Vador) dit que c'est Obi-Wan qui avait tué le père de Luke et ainsi rendu crédible le « Non ! » de Luke.